# Centaurea carystea
Centaurea carystea — вид квіткових рослин айстрових (Asteraceae). Ендемік Греції. 
2n=54.

## Середовище
Centaurea carystea росте у відкритих, степових, скелястих місцях існування з надзвичайно низьким рослинним покривом (< 10%). Ґрунт тонкий і неродючий і зазвичай обмежений невеликими ділянками між скелями. Вся територія піддається впливу сильних північних вітрів, особливо влітку.

## Морфологічна характеристика
Багаторічна трав'яниста рослина з розетками та здерев'янілим кореневищем. Розетки від однієї до трьох на особину, зазвичай дають початок одному лежачому квітконосному стеблу, (4)8–24 см завдовжки, що виходить із центру розетки та несе від одного до чотирьох квіткових голів. Прикореневі листки в молодості рідко запушені, в зрілому стані досить густо-білуваті, в обрисі від вузько-довгастих до еліптичних, одно-двоперісто-розсічені, 1.0–6.5 × 0.5–2.5 см; частки листя від субланцетних до оберненояйцюватих, від чотирьох до дев'яти з кожного боку, кінцева частина часто довша та ширша за бічні. Стеблові листки схожі на прикореневі, але поступово зменшується в розмірах і кількості часток. Квіткової голови обгортка від вузькояйцюватої до напівкулястої, її приквітки солом'яного кольору, блідо-коричневі в центральній частині. Квіток ≈ 25–36 на голову, віночок блідо-жовтий. Зовнішні квітки 8–14, стерильні, ≈ 15 мм завдовжки; внутрішні квітки циліндричні, дещо розширені на кінцівках, завдовжки 12–16 мм. Сім'янки від рідковолосистих до голих, ≈ 3 мм завдовжки; чубок до 1,5 мм завдовжки, від третини до половини довжини сім’янок, складається з кількох (зазвичай трьох) рядів білих, нерівних щетинок, внутрішній ряд короткий.